# 賚塔
賚塔（穆麟德轉寫：laita，？年—1684年），又名賴塔，那木都鲁氏，清初將領，正白旗滿洲人。康果禮第四子。

## 生平
十四歲時，授職三等侍衛。因其後坐事免職。崇德年間，跟從皇太極伐明，圍攻錦州，攻擊松山、杏山敵兵，屢有斬獲。攻下新城、高陽、霸州、壽光、博興，並因首先登城，身上受了五處創傷。被賞賜，授職前鋒侍衛。
順治元年（1644年），打敗李自成於一片石，追至安肅、慶都；授職巴牙喇甲喇章京；賚塔與豫親王多鐸轉戰河南、陝西。順治二年（1645年），移師江南，攻克揚州，佔領江寧(南京)，俘獲弘光帝於蕪湖。順治三年（1646年），賚塔跟從端重親王博洛入福建，俘獲隆武帝於汀州，進升拜為他喇布勒哈番。順治六年（1649年），賚塔又跟隨濟爾哈朗進軍衡州，攻取全州。累功晉升為二等阿達哈哈番兼任世管佐領。順治十一年（1654年），明將李定國進犯廣東，跟從珠瑪喇解新會之圍，進升為三等阿思哈尼哈番，擢升為巴牙喇纛章京。順治十六年（1659年），鄭成功窺探江寧，賚塔跟從安南將軍達素討伐他。當他們行軍至江寧，鄭成功已敗遁，遂引兵南下福建。順治十七年（1660年），戰厦門，因屬軍失利，坐事而免官，奪去他的世職。
康熙三年（1664年），署任前鋒统領之職，擊敗李來亨於茅麓山，數戰皆克。康熙八年（1669年），擢升為正白旗蒙古都統。康熙十三年（1674年），以平南將軍之職征討耿精忠。康熙十四年（1675年），跟從傑書攻入福建，迫降耿精忠。康熙十九年（1680年），授職本旗正白旗都统，駐守潮州；其後率兵征討並擒獲尚之信，三藩中賚塔平定二藩，建功卓偉；以平南大將軍都督滿漢諸軍攻入雲南，與蔡毓榮、穆占、趙良棟會師於昆明，遂平定雲南。
雍正年间，清世宗追念赉塔旧功，追封其为一等褒绩公，世袭罔替。其公府位于王府井金鱼胡同路北，现已不存。

## 延伸阅读
[在维基数据编辑]
 《清史稿/卷254》，出自趙爾巽《清史稿》